# Lamnokształtne
Lamnokształtne (Lamniformes) – rząd ryb chrzęstnoszkieletowych (Chondrichthyes) z nadrzędu Galeomorphi. W zapisie kopalnym znane są od górnej jury.

## Cechy charakterystyczne
Ciało wrzecionowate. Dwie płetwy grzbietowe, bez kolców, pierwsza trójkątna, druga wyraźnie mniejsza. Występuje płetwa odbytowa. Płetwa ogonowa asymetryczna, heterocerkalna (epicerkalna – górny płat jest większy od dolnego). Pięć par szczelin skrzelowych, dwie ostatnie mogą nachodzić ponad nasadę płetwy piersiowej. Oczy bez błony migawkowej. Małe tryskawki w sąsiedztwie oczu. Otwór gębowy szeroki, zachodzący za oczy.

## Systematyka
Do tego rzędu zaliczane są rodziny rekinów współcześnie żyjących:
- Mitsukurinidae Jordan, 1898
- Carchariidae Müller & Henle, 1838–41 – tawroszowate
- Odontaspididae Müller & Henle, 1839
- Pseudocarchariidae Taylor, Compagno & Struhsaker, 1983 – jedynym przedstawicielem jest Pseudocarcharias kamoharai (Matsubara, 1936)
- Megachasmidae Taylor, Compagno & Struhsaker, 1983 – jedynym przedstawicielem jest Megachasma pelagios Taylor, Compagno & Struhsaker, 1983 – rekin wielkogębowy
- Alopiidae Bonaparte, 1835 – kosogonowate
- Cetorhinidae Gill, 1861 – długoszparowate – jedynym współcześnie żyjącym przedstawicielem jest Cetorhinus maximus (Gunnerus, 1765) – długoszpar
- Lamnidae Bonaparte, 1835 – lamnowate

W zapisie kopalnym znane są zęby rekinów, prawdopodobnie z tego rzędu, klasyfikowanych w rodzinach:
- Haimirichiidae Vullo, Guinot & Barbe, 2016
- Otodontidae Glickman, 1964
- Xiphodolamiidae Glickman, 1964
- Cardabiodontidae Siverson, 1999
- Cretoxyrhinidae Glickman, 1964
- Archaeolamnidae Underwood & Cumbaa, 2010
- Pseudoscapanorhynchidae Herman, 1979
- Anacoracidae Casier, 1947
- Pseudocoracidae Capetta, 2012
- Paraisuridae Herman, 1979
- Serratolamnidae Landemaine, 1991
- Eoptolamnidae Kriwet, Klug, Canudo & Cuenca-Bescós, 2008